# Табіона (Юта)
Табіона (англ. Tabiona) — місто (англ. town) в США, в окрузі Дюшен штату Юта. Населення — 143 особи (2020).

## Географія
Табіона розташована за координатами 40°21′15″ пн. ш. 110°42′34″ зх. д. / 40.35417° пн. ш. 110.70944° зх. д. (40.354167, -110.709570).  За даними Бюро перепису населення США в 2010 році місто мало площу 0,33 км², уся площа — суходіл. В 2017 році площа становила 0,27 км², уся площа — суходіл.

## Демографія
Згідно з переписом 2010 року, у місті мешкала 171 особа в 56 домогосподарствах у складі 42 родин. Густота населення становила 518 осіб/км².  Було 79 помешкань (239/км²).
Расовий склад населення:
| - 97,1 % — білих |

До двох чи більше рас належало 2,9 %. Частка іспаномовних становила 0,0 % від усіх жителів.
За віковим діапазоном населення розподілялося таким чином: 39,8 % — особи молодші 18 років, 45,0 % — особи у віці 18—64 років, 15,2 % — особи у віці 65 років та старші. Медіана віку мешканця становила 30,5 року. На 100 осіб жіночої статі у місті припадало 98,8 чоловіків;  на 100 жінок у віці від 18 років та старших — 102,0 чоловіків також старших 18 років.
Середній дохід на одне домашнє господарство  становив 50 093 долари США (медіана — 39 167), а середній дохід на одну сім'ю — 63 408 доларів (медіана — 48 125). За межею бідності перебувало 8,6 % осіб, у тому числі 11,8 % дітей у віці до 18 років та 6,5 % осіб у віці 65 років та старших.
Цивільне працевлаштоване населення становило 57 осіб. Основні галузі зайнятості: освіта, охорона здоров'я та соціальна допомога — 35,1 %, сільське господарство, лісництво, риболовля — 19,3 %, публічна адміністрація — 10,5 %, будівництво — 10,5 %.